# 京都 (小惑星)
京都（きょうと、4352 Kyoto）は小惑星帯に位置するS型小惑星。滋賀県多賀町の民間天文台、ダイニックアストロパーク天究館で杉江淳が発見した。
京都市から命名された。